# Картабья, Федерико
Федери́ко Никола́с (Фе́де) Карта́бья (исп. Federico Nicolás "Fede" Cartabia; род. 20 января 1993, Росарио, Санта-Фе) — аргентинский футболист, полузащитник клуба «Шабаб Аль-Ахли». Выступал в молодёжной сборной Аргентины.

## Клубная карьера
Футболом Феде начал заниматься рано, в любительском клубе «Спортс Бомбаль» из Санта-Фе. В 13 лет он вместе с семьёй переехал в Испанию, где вскоре был зачислен в академию «Валенсии». Поиграв за все юношеские команды, Картабья в сезоне 2012/13 дебютировал за «Валенсию Б».
В июле 2013 года Феде был включён новым главным тренером «Валенсии» Мирославом Джукичем в основной состав команды на предсезонные матчи. 31 июля он продлил контракт с «летучими мышами» до 2017 года, а его опция выкупа составила 20 млн евро. В официальных матчах Картабья дебютировал 17 августа 2013 года в игре с «Малагой» (1:0), где провёл на поле 67 минут. 22 сентября, во втором своём матче за «Валенсию», Картабья отдал голевую передачу в поединке с «Севильей» (3:1) и стал лучшим игроком матча. 24 октября Феде впервые отличился голом в составе «летучих мышей», дважды поразив ворота «Санкт-Галлена» (5:1) в рамках группового этапа Лиги Европы.
В начале сезона 2014/15 Феде Картабья был арендован испанским клубом «Кордова».